# Tannenzapfenfische

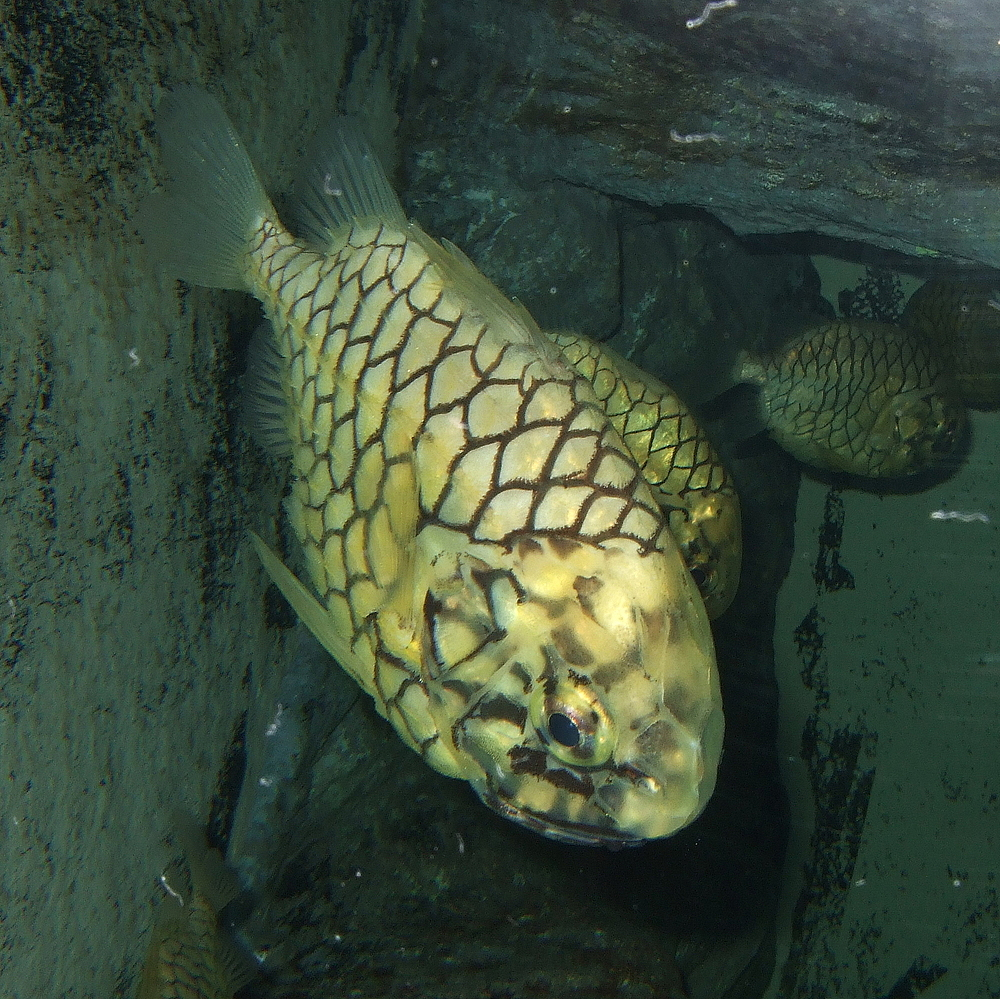
Monocentris japonica

Die Familie der Tannenzapfenfische (Monocentridae) besteht aus fünf Arten in zwei Gattungen. 

## Merkmale
Tannenzapfenfische werden zehn bis 22 Zentimeter lang. Sie haben einen hochrückigen ovalen Körper, einen großen Kopf und als Bewohner der Dämmerlichtzone, große Augen. Ihr Körper wird von großen, plattenartigen, mit Stacheln versehenen und zu einem Panzer verwachsenen, silbrigen und dunkel eingerahmten Schuppen bedeckt. Ihre Bauchflossen sind zu einem einzigen großen Stachel mit zwei bis drei Weichstrahlen reduziert. Monocentridae kommt aus dem griechischen und bedeutet „Einstachler“. Der Stachel kann fixiert werden, nachdem er aufgestellt wurde. 
- Flossenformel: Dorsale 1 IV–VII, Dorsale 2 9–12, Anale 0/10–12, Pectorale 13–14.

Der Kiemenraum wird von unten durch acht Branchiostegalstrahlen geschützt. Am Unterkiefer tragen sie zwei bohnenförmige, Bakterien (Aliivibrio fischeri) beherbergende Leuchtorgane, deren Licht aber teilweise nur bei geöffnetem Maul sichtbar ist. Tagsüber erscheinen die Leuchtorgane orange, in der Nacht blaugrün. 

## Verbreitung und Ökologie
Tannenzapfenfische leben im tropischen und subtropischen Indopazifik in Tiefen von 30 bis 400 Meter. Sie sind gesellig und nachtaktiv und nutzen dann ihre Leuchtorgane um Garnelen und Zooplankton, ihre bevorzugte Nahrung anzulocken. Sie betreiben keine Brutpflege und legen pelagische Eier. Die Larven steigen in der Nacht zur Wasseroberfläche und halten sich tagsüber (in Aquarien) in Bodennähe auf.

## Innere Systematik
- Cleidopus De Vis, 1882.
  - Australischer Tannenzapfenfisch (Cleidopus gloriamaris De Vis, 1882)
- Monocentris Bloch & Schneider, 1801
  - Monocentris chrysadamas Su et al., 2022[1]
  - Japanischer Tannenzapfenfisch (Monocentris japonica (Houttuyn, 1782))
  - Monocentris neozelanicus (Powell, 1938)
  - Monocentris reedi Schultz, 1956